# جورج م. ليدر
كان جورج مايكل ليدر (بالإنجليزية: George Michael Leader)‏ (وُلد في 17 يناير 1918 وتُوفي في 9 مايو 2013) سياسياً أمريكياً. شغل منصب الحاكم السادس والثلاثين لولاية بنسلفانيا من 18 يناير 1955 حتى 20 يناير 1959. وكان عضواً في الحزب الديمقراطي، وهو من مقاطعة يورك بولاية بنسلفانيا. كان الشخص الوحيد من تلك المقاطعة التي تم انتخابه حاكماً للولاية حتى انتخاب توم وولف في عام 2014.

## وصلات خارجية
- George Michael Leader entry at the جمعية المحافظين الوطنية  [لغات أخرى]‏
- "George M Leader, 1918-2013" by Michael J. Birkner and Charles H. Glatfelter